# 전남체육중학교
전남체육중학교(全南體育中學校)는 대한민국 전라남도 무안군 일로읍 월암리에 있는 공립 중학교이다.

## 학교 연혁
- 1997년 12월 31일 : 전남체육중학교 설립인가
- 1999년 11월 8일 : 전남체육중학교 초대 최재근 교장 부임
- 2000년 3월 3일 : 전남체육중학교 개교
- 2000년 6월 15일 : 전남체육중학교 개교식
- 2002년 12월 31일 : 전남체육고등학교 설립인가
- 2003년 2월 27일 : 전남체육중학교 제1회 졸업식 (졸업생 52명)
- 2003년 3월 1일 : 전남체육고등학교 초대 정보연 교장 부임(전남체육중학교 겸임)
- 2023년 3월 1일 : 전남체육고등학교 제10대 김형민 교장 부임
- 2025년 1월 3일 : 전남체육중학교 제23회 졸업(37명, 총 졸업생 954명)
- 2025년 1월 3일 : 전남체육고등학교 제20회 졸업(43명, 총 졸업생 992명)

## 참고 자료
- 전남체육중학교 - 한국교육학술정보원 학교알리미